# Неґолево
Неґолево (пол. Niegolewo, нім. Lindental) — село в Польщі, у гміні Опалениця Новотомиського повіту Великопольського воєводства.
Населення — 321 особа (2011).
У 1975-1998 роках село належало до Познанського воєводства.

## Демографія
Демографічна структура станом на 31 березня 2011 року:
|          | Загалом | Допрацездатний вік | Працездатний вік | Постпрацездатний вік |
| -------- | ------- | ------------------ | ---------------- | -------------------- |
| Чоловіки | 165     | 35                 | 123              | 7                    |
| Жінки    | 156     | 41                 | 89               | 26                   |
| Разом    | 321     | 76                 | 212              | 33                   |